# Tinodes schusteri
Tinodes schusteri is een schietmot uit de familie Psychomyiidae. De soort komt voor in het Nearctisch gebied.